# Italia en los Juegos Paralímpicos de Nagano 1998
Italia estuvo representada en los Juegos Paralímpicos de Nagano 1998 por un total de 21 deportistas, 18 hombres y tres mujeres.

## Medallistas
El equipo paralímpico italiano obtuvo las siguientes medallas:
| Nombre                | Deporte        | Evento                                |
| --------------------- | -------------- | ------------------------------------- |
| Oro                   |                |                                       |
| Angelo Zanotti        | Esquí alpino   | Eslalon gigante B1,3 masculino        |
| Angelo Zanotti        | Esquí alpino   | Supergigante B1,3 masculino           |
| Bruno Oberhammer      | Esquí alpino   | Eslalon B1,3 masculino                |
| Plata                 |                |                                       |
| Gianmaria Dal Maistro | Esquí alpino   | Descenso B1,3 masculino               |
| Gianmaria Dal Maistro | Esquí alpino   | Eslalon gigante B1,3 masculino        |
| Dorothea Agetle       | Esquí de fondo | 10 km silla de esquí LW10-12 femenino |
| Roland Ruepp          | Esquí de fondo | 10 km silla de esquí LW11 masculino   |
| Bronce                |                |                                       |
| Bruno Oberhammer      | Esquí alpino   | Descenso B1,3 masculino               |
| Bruno Oberhammer      | Esquí alpino   | Supergigante B1,3 masculino           |
| Gianmaria Dal Maistro | Esquí alpino   | Eslalon B1,3 masculino                |